# Sajbánidák

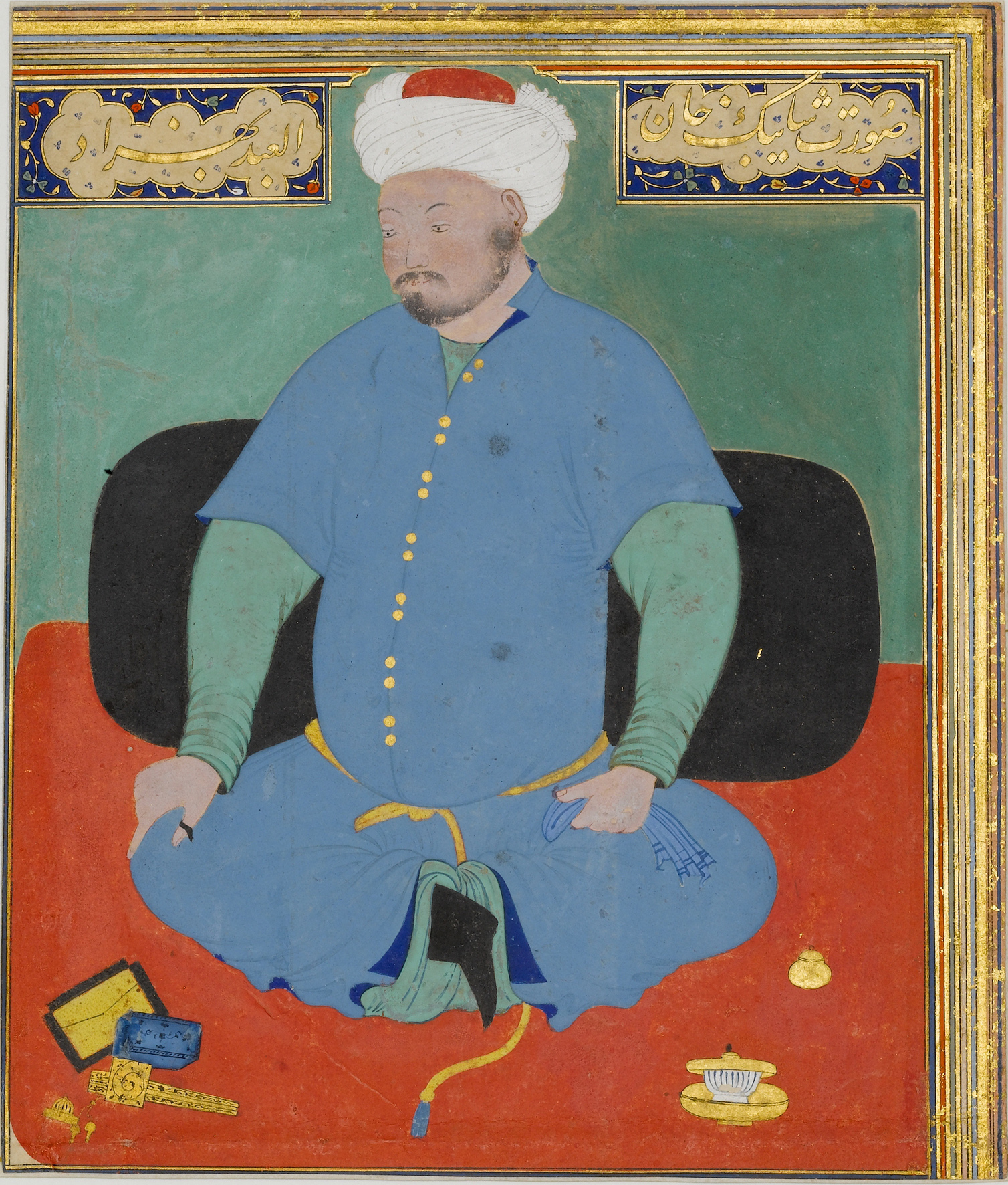
Muhammad Sajbáni kán

A sajbánidák (perzsául: سلسله شیبانیان) perzsa kultúrájú mongol eredetű dinasztia Közép-Ázsiában. Apai ágon leszármazottai voltak Sejbánnak, Dzsocsi ötödik fiának, Dzsingisz kán unokájának. A 14. század közepéig elismert hatalmi örökösei és leszármazottai voltak Batu kánnak és Orda kánnak, valamint Özbek kánnak.  1282-ben a sajbánida törzs (horda)  áttért az iszlámra, és fokozatosan átvette az üzbég népnevet.
Mivel Batu és Orda származási vonala kihalt a 14. századi nagy polgárháborúk során, Dzsocsi egyetlen törvényes jogutódjának  Abulhajr vallotta magát, és deklarálta, hogy uralkodási területe (ulusz) az egész kazahsztáni térség és Szibéria. Riválisai a timuridák voltak, akik Dzsocsi 13. fia után igényt tartottak a sajbánida területek feletti hatalomra, és több évtizedes küzdelem után vesztették el  európai területeik, például a kazányi, asztraháni, és a Krím-félszigeten fekvő kaganátusok feletti ellenőrzést.

## Történelem
Abulhajr (1428-1468) kezdte először megszilárdítani a különböző üzbég törzsek közötti laza szövetségeket, először a Tyumeny környékén és a Tura-folyónál, majd a Szir-darja mentén fekvő régióban. Unokája, Muhammad Sajbáni (1500-1510), aki végül a Sajbánida-dinasztia névadója volt, elfoglalta Szamarkandot, Herátot (egy időre) és a Buharát amely akkor Bábur, a későbbi mogul dinasztia alapítójának ellenőrzése alatt állt, és létrehozta a rövid életű Sajbánida Birodalmat.
Muhammad Sajbáni kán (1500–1510) az Amu-darja (Oxus) és a Szir-darja (Jaxartész)  közötti területekre  (Transzoxánia) húzódva, valamint Horászán területeinek egy részét meghódítva mintegy 2–4 milliós lélekszámmal és százezres hadsereggel vonult be a civilizált, mezőgazdasággal és kereskedelemmel foglalkozó, helyhez kötött muszlim lakosság közé. Ebből a  törzsszövetségből kiszakadva később a kazakok (kazak=vándor) megmaradtak nomád pásztoroknak. Sajbáni seregei elfoglalták a nagyobb városokat, és a letelepedett, öntözéses gazdálkodással foglalkozó,  perzsául beszélő népességet (tadzsikok) uralmuk alá hajtották. Mivel etnikailag és kulturálisan is közel álltak a meghódított területek  lakosságához, nem követték el azt a gazdaságilag is végzetes hibát, amit a mongolok hódításaik során: nem számolták fel a termőföldek és kereskedővárosok gazdaságát, nem pusztították el az öntözőműveket, hanem fokozatosan beolvadtak a művelt városlakók közösségébe.
Sajbáni rendkívüli módon tisztelte a művészeket, pártolta az irodalmat, költészetet és a vallástudományt, olyannyira, hogy ezeket aktívan, másokat kioktató módon művelte is. Az iszlám civilizáció akkori fellegvárának tekintett Herát tudósai  és művészei folyamatosan áramlottak a Sajbánidák udvaraiba, így fokozatosan a késői timuridák kulturális hatása volt kimutatható a transzoxániai térségben.

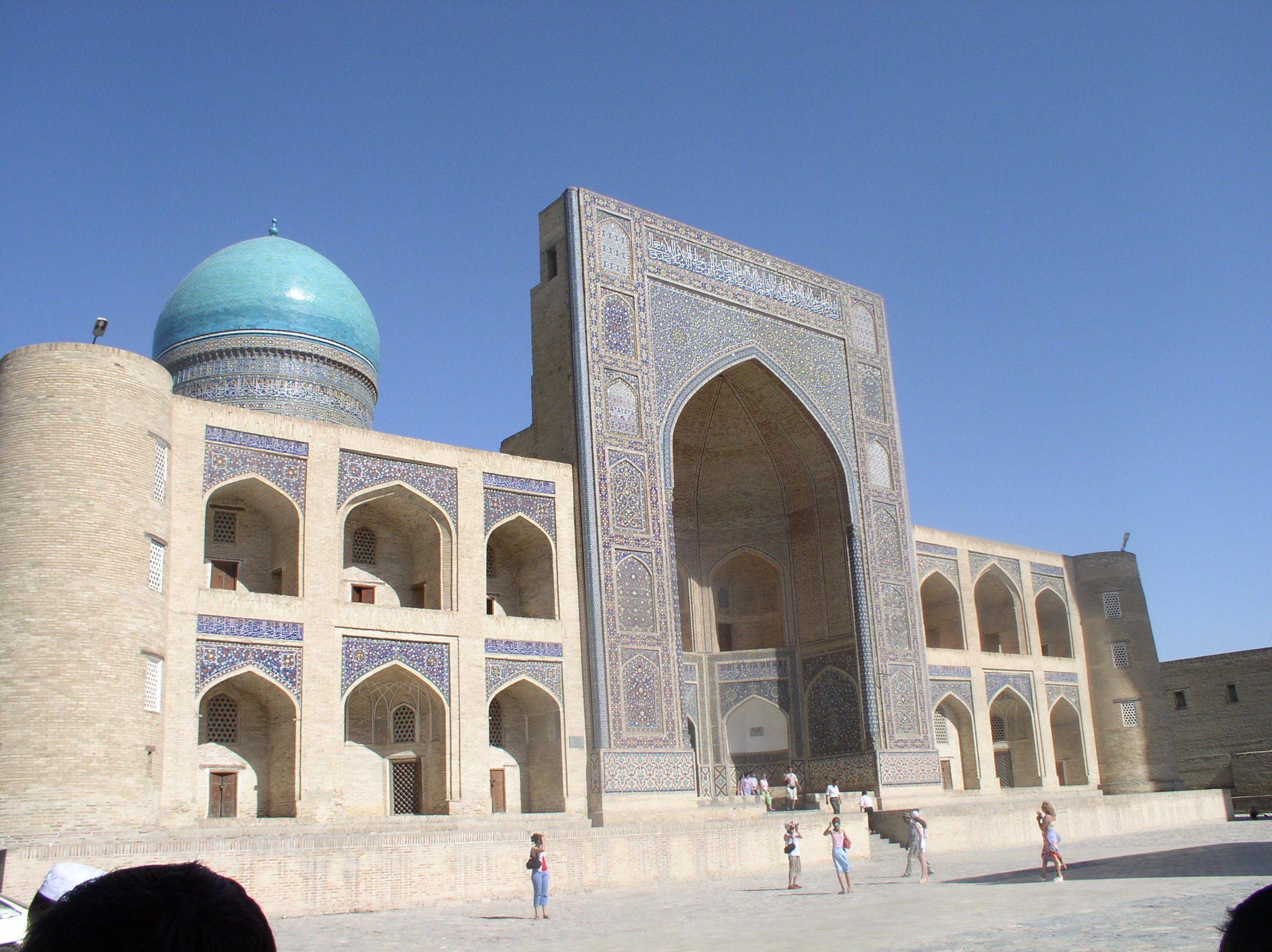
Mir-e Arab-medresze Buharában (1535)

Muhammad Sajbáni az akkor formálódó Szafavida Birodalom terjeszkedési törekvéseinek esett áldozatul, amikor a mervi csatában életét vesztette. Ez az ütközet egyúttal megalapozta a szafavidák kelet-iráni uralmát is. I. Iszmáil perzsa sah szafavida uralkodótól elszenvedett veresége Brentjes Kánok, szultánok, emírek, i. m. 144. o.  és halála után a trónon gyors egymásutánban követte őt nagybátyja, unokatestvére, és egy bátyja, akinek utódai a Buharai kánságban uralkodtak 1505-től 1598-ig, illetve a Hvárezmi (Khiva) kánságban 1511-től 1695-ig. Sajbáni halála utáni belviszályok végül Ubajdalláh kánt (1534–1539) segítették hatalomra, aki az iszlám kultúra terjesztése terén Sejbáni hagyományát folytatta.    
A szafavidák és üzbégek közötti háborúk évtizedekig zilálták a gazdaságot, amikor Abdalláh (1583–1598) uralkodása kezdetén törékenynek tűnő  békét kötöttek, és megindulhatott a térség kulturális felemelkedése. Ebben az időszakban azonban a környező népcsoportok is mozgásba lendültek, az ojrátok betörtek Hvárezmbe, és az oroszok – lerázva a tatár uralmat – a tajgavidék gyarmatosításába kezdtek, amelyet  Szibériának kereszteltek el. Az üzbégeket ekkor már délről a szafavidák, északról az oroszok fenyegették.
A szibériai kánságban 1563-tól szintén sajbánida örökösök uralkodtak. Az utolsó kánt,  Pír Muhammad Kucsumot az oroszok űzték el 1598-ban. Buharába menekült, de fiai és unokái a cár kezére adták.  Moszkvába került, ahol végül felvette a Szibirszki vezetéknevet. A sejbánida ág számos ismert nemesi családja él ma is  Kirgizisztánban és Kazahsztánban.

## Uralkodók listája
| Uralkodó                                                        | Időszak     |
| Abulhajr                                                        | 1428 - 1468 |
| Muhammad Sajbani, Sáh Budak fia, Abulhajr unokája               | 1500 – 1510 |
| Kúcskúndzsi Muhammad, Abulhajr fia                              | 1512 – 1531 |
| Abuszaíd, Kúcskúndzsi fia                                       | 1531 – 1534 |
| Ubajdalláh, Mahmúd fia, Sáh Budak unokája                       | 1534 – 1539 |
| Abdalláh, Kúcskúndzsi fia                                       | 1539 – 1540 |
| Abdallatíf, Abdalláh testvére                                   | 1540 – 1552 |
| Naurúz Ahmad (Barak), Szujúndzsuk fia, Abdallatíf unokatestvére | 1552 – 1556 |
| Pír Muhammad, Dzsáni bég fia, Naurúz unokatestvére              | 1556 – 1561 |
| Iszkandar, Dzsáni bég fia, Pír Muhammad testvére                | 1561 – 1583 |
| Abdalláh, Iszkandar fia                                         | 1583 – 1598 |
| Abdalmumin, Abdalláh fia                                        | 1598        |
| Pír Muhammad (Kucsum), Szulajmán fia, Abdalmumin unokatestvére  | 1598 – 1599 |
|                                                                 |             |